# Cimetière Saint-Vincent de Carcassonne
Le cimetière Saint-Vincent est l'un des cimetières communaux de la ville de Carcassonne situé dans le département de l'Aude.

## Histoire et description
Créé en 1778, il remplace ceux situés à partir du XIIIe siècle à l'ouest et du XVIe siècle au XVIIIe siècle au nord de l'église Saint-Vincent. Il est édifié sur un terrain se trouvant sur la colline de « Cantegril » du nom d'un ancien moulin à vent. Il sera agrandi au cours du XIXe siècle,,. Il domine la gare et la bastide Saint-Louis.
Une chapelle, située à côté de l'entrée principale, est consacrée au souvenir des curés et chanoines de l'église. Elle a accueilli un temps la sépulture du baron Guillaume Peyrusse, ancien marguiller de Saint-Vincent.

## Personnalités inhumées
- Guillaume-Ferdinand Teissier (1779-1834), préfet de l'Aude, historien et archéologue;
- Pierre Germain (1817-1891), compositeur;
- Paul Sabatier (1854-1941), chimiste, prix Nobel de chimie en 1912;
- Frédéric Lauth (1864-1945), brasseur, industriel[4];
- Pierre Dantoine (1884-1945), dessinateur et caricaturiste[5];
- Claire Roman (1906-1941), première aviatrice militaire française[6];
- René Nelli (1906-1982), historien et philosophe;
- Henri Mir (1913-1995), haut fonctionnaire, directeur des services actifs de la Police Nationale[7].

Anciens maires de Carcassonne:
- Guillaume Peyrusse (1776-1860), trésorier général de la Couronne en 1815[8];
- Charles de Fournas-Moussoulens (1782-1848), député;
- Eugène Jouy (1807-1894), député, maire de Carcassonne et de Perpignan;
- Antoine Marty (1817-1891) avocat;
- Jean Marty (1838-1916), député, ministre, avocat. Son fils Antoine Marty (1866-1929) préfet, repose à ses côtés ;
- Omer Sarraut (1844-1887), maire; journaliste et son fils Maurice Sarraut (1869-1943), journaliste et homme politique;
- Gaston Jourdanne (1858-1805), avocat, historien, maire de 1887 à 1888[9],[10];
- Henri Gout (1876-1953), médecin,député. Il fut l'un des 80 parlementaires qui refusa le vote des pleins pouvoirs constituants à Philippe Pétain;
- Albert Tomey (1882-1959), médecin;
- Philippe Soum (1888-1968), médecin;
- Marcel Itard-Longueville (1898-1993), avocat, maire de 1950 à 1953[11].

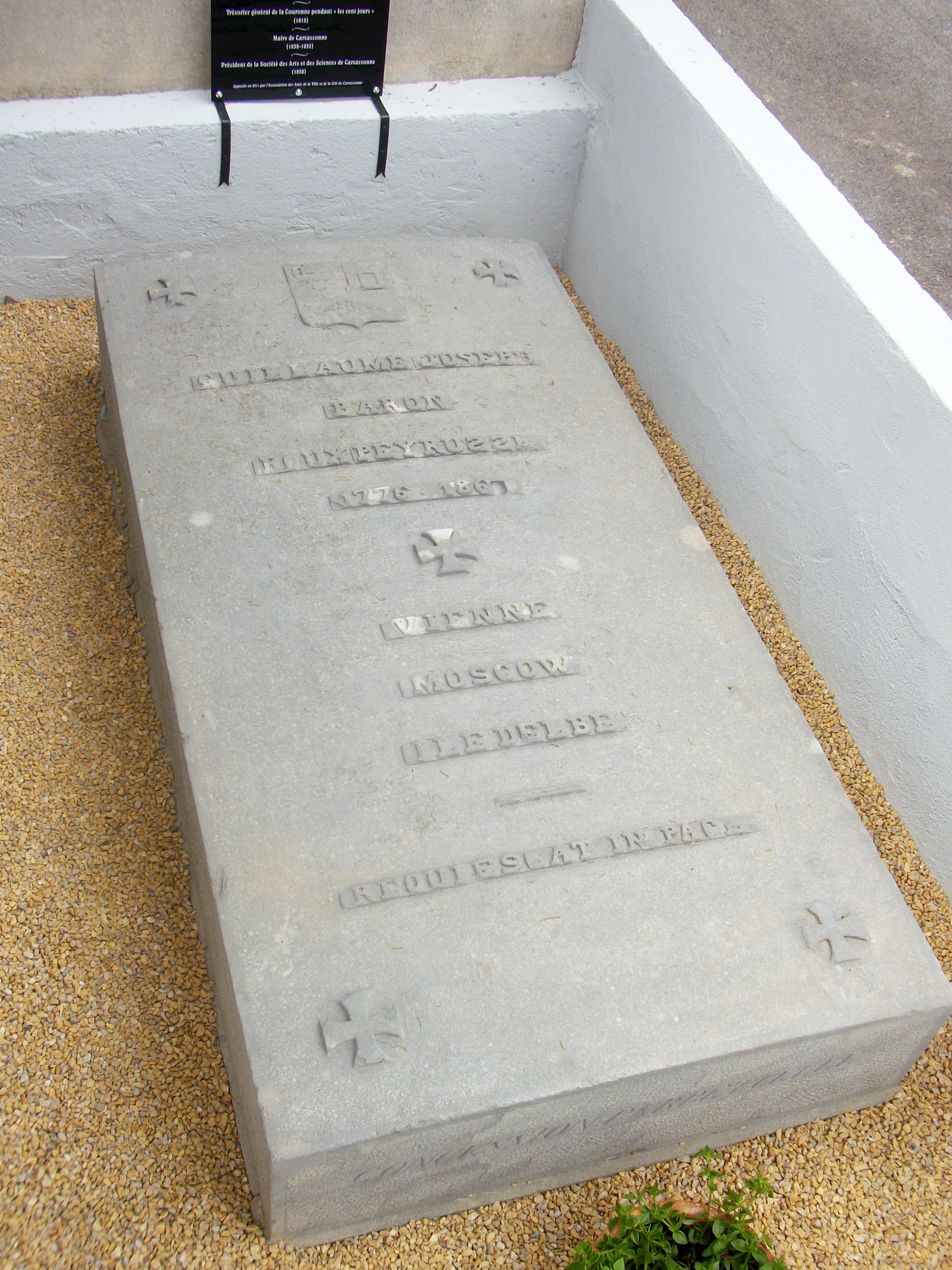
Tombe du baron Guillaume Peyrusse.
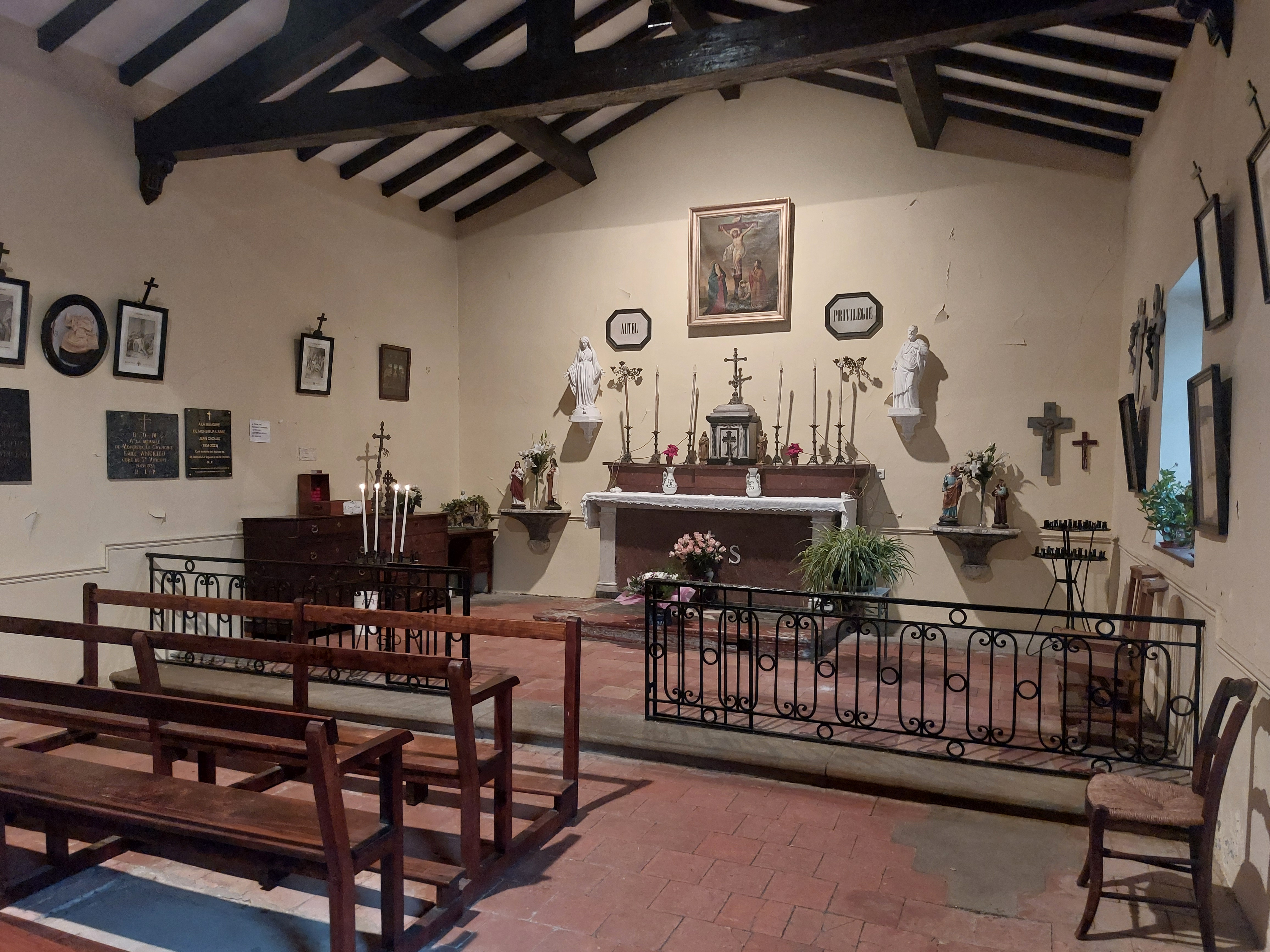
Vue intérieure de la chapelle du cimetière.
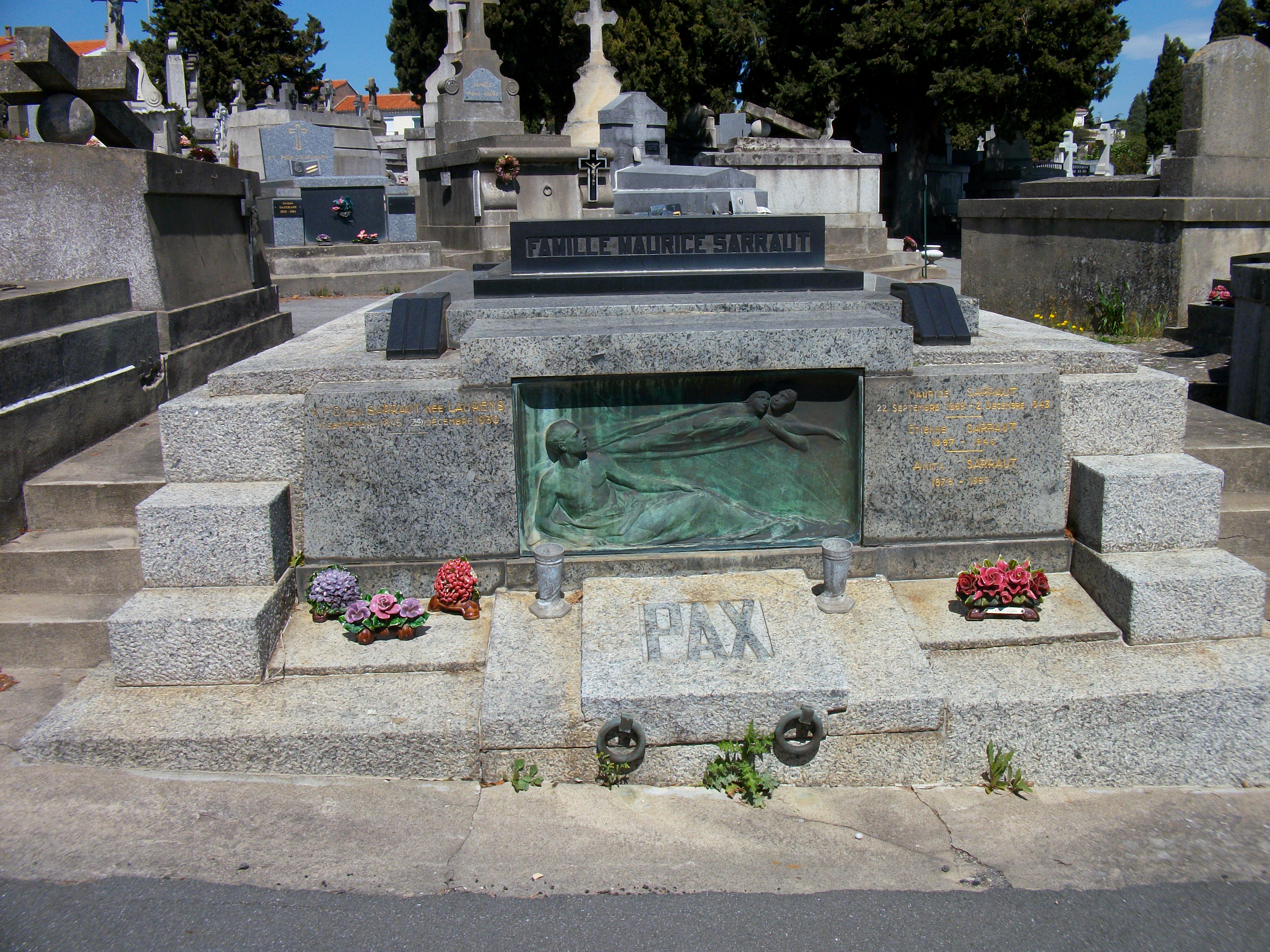
Tombe du journaliste et sénateur, Maurice Sarraut.
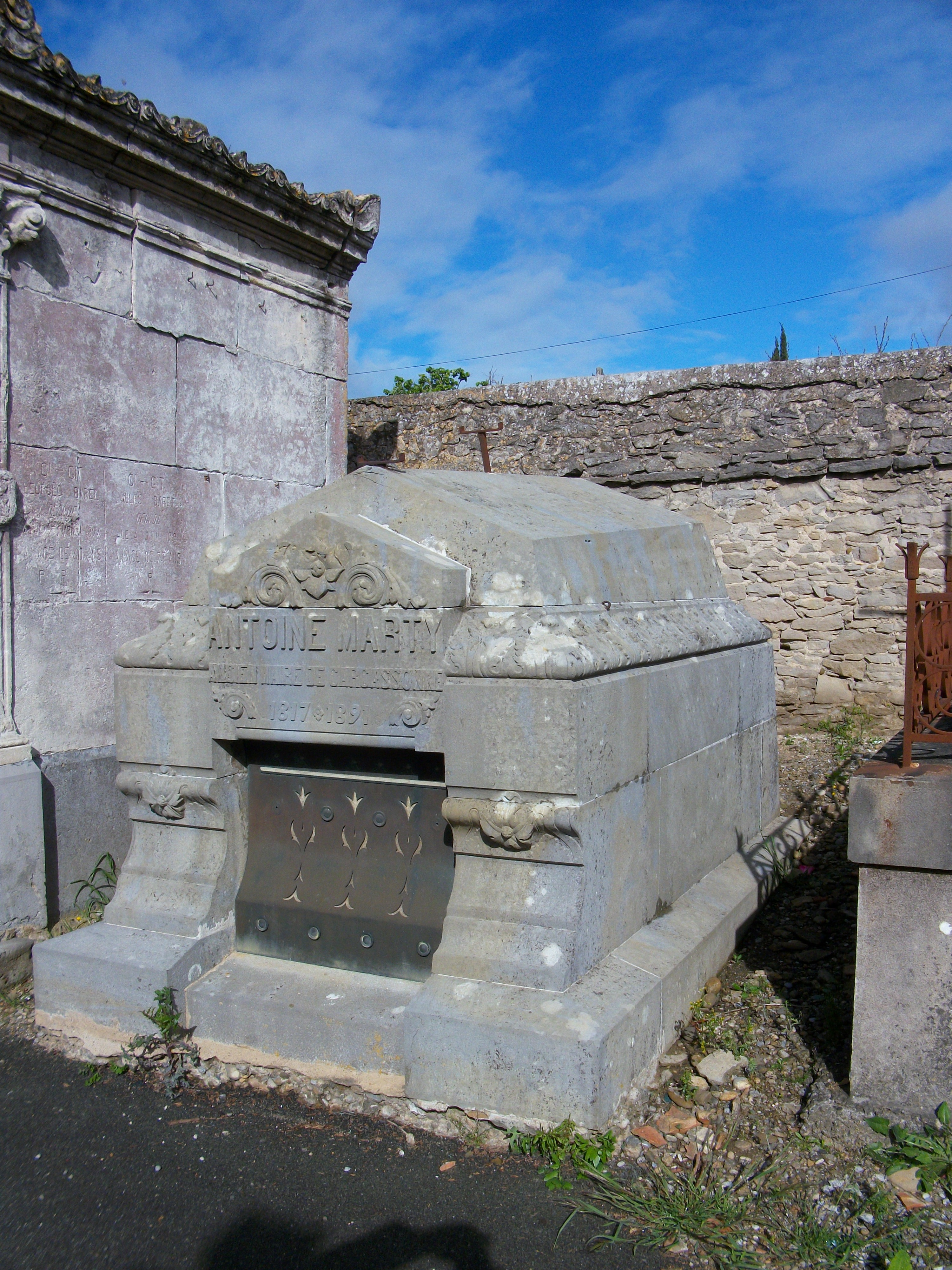
Tombe du maire, Antoine Marty.
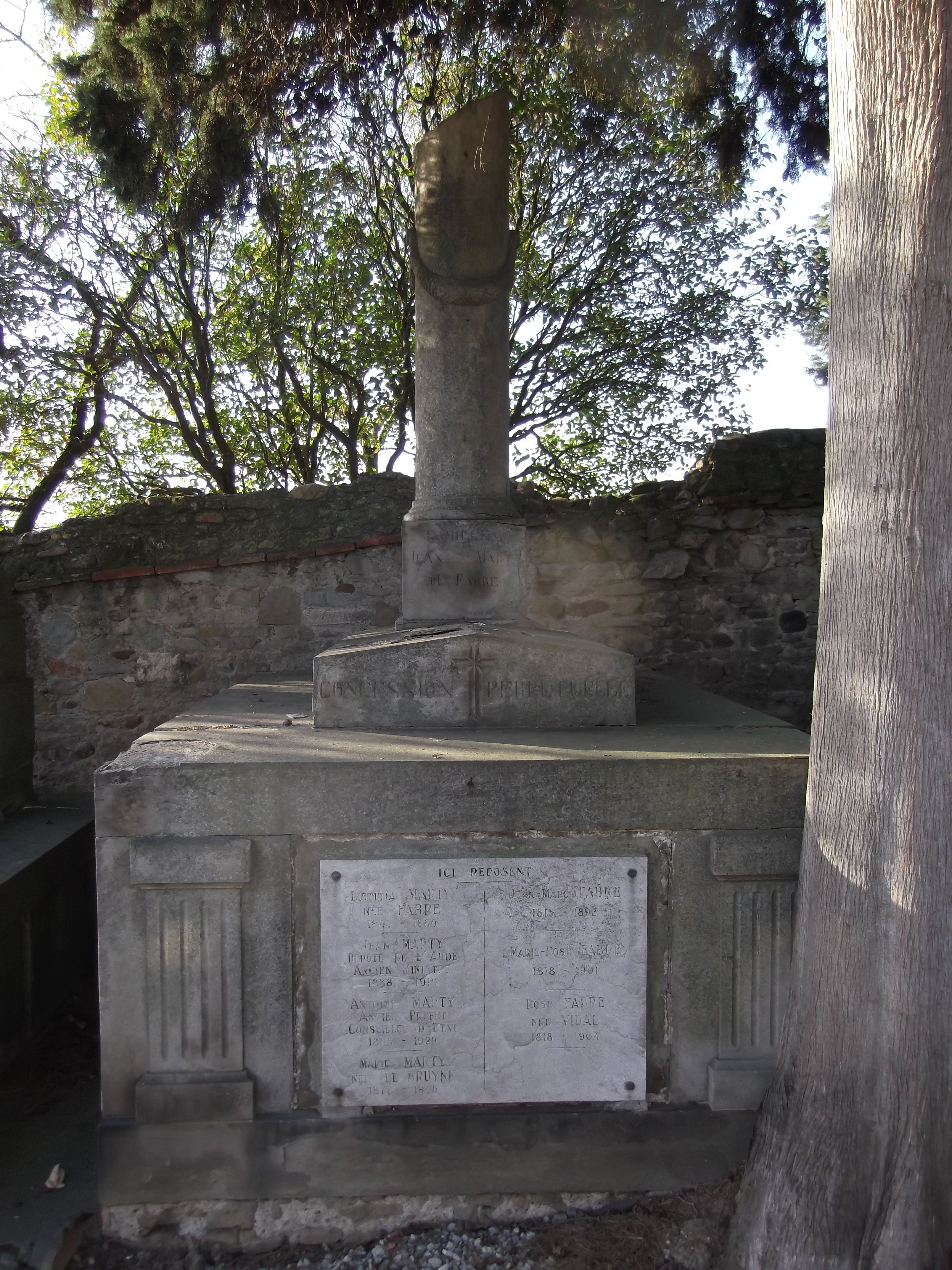
Tombe du maire et ministre, Jean Marty.
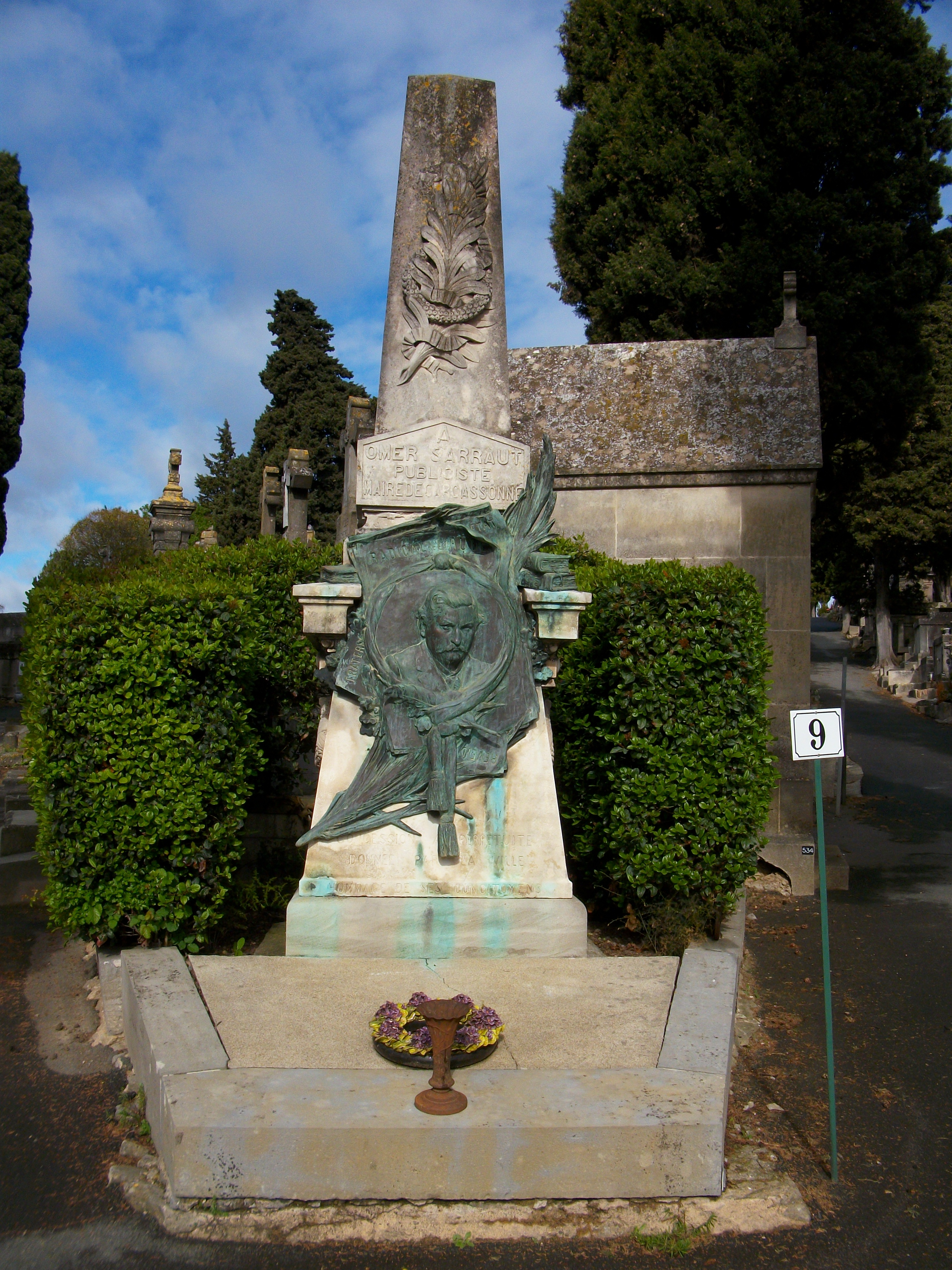
Monument dédié au maire, Omer Sarraut.
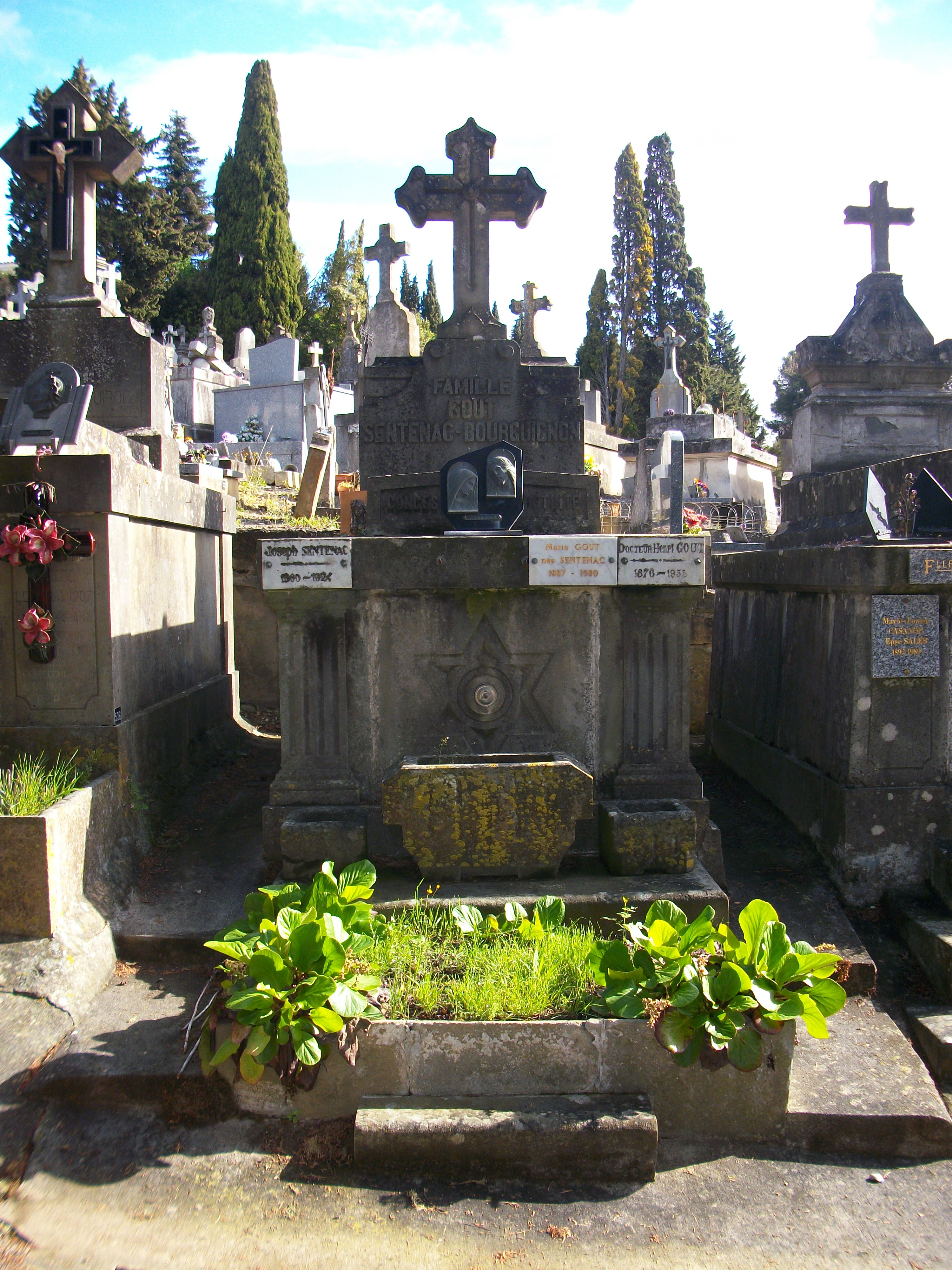
Tombe du maire, Henry Gout.
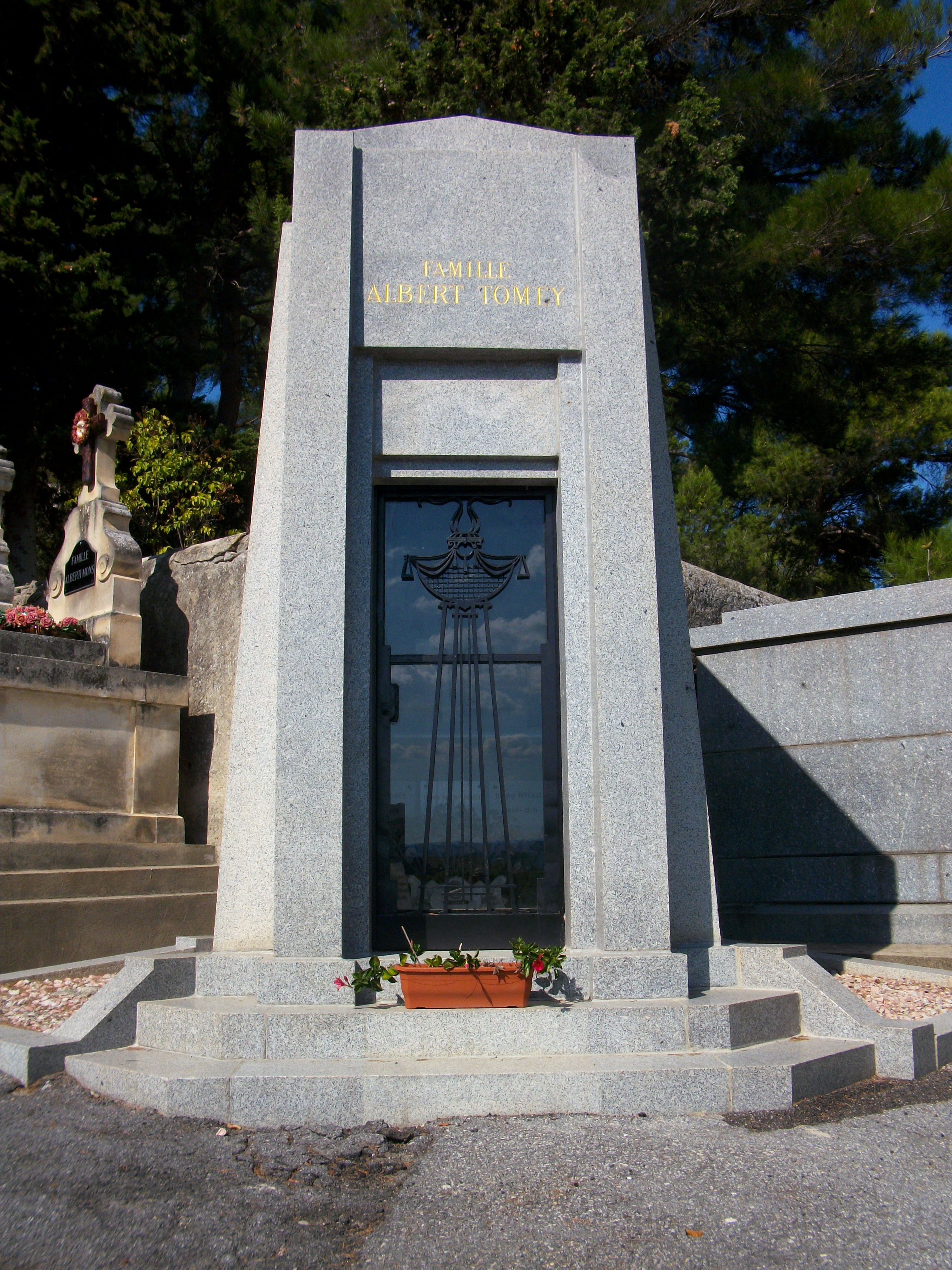
Caveau ou repose le maire, Albert Tomey.
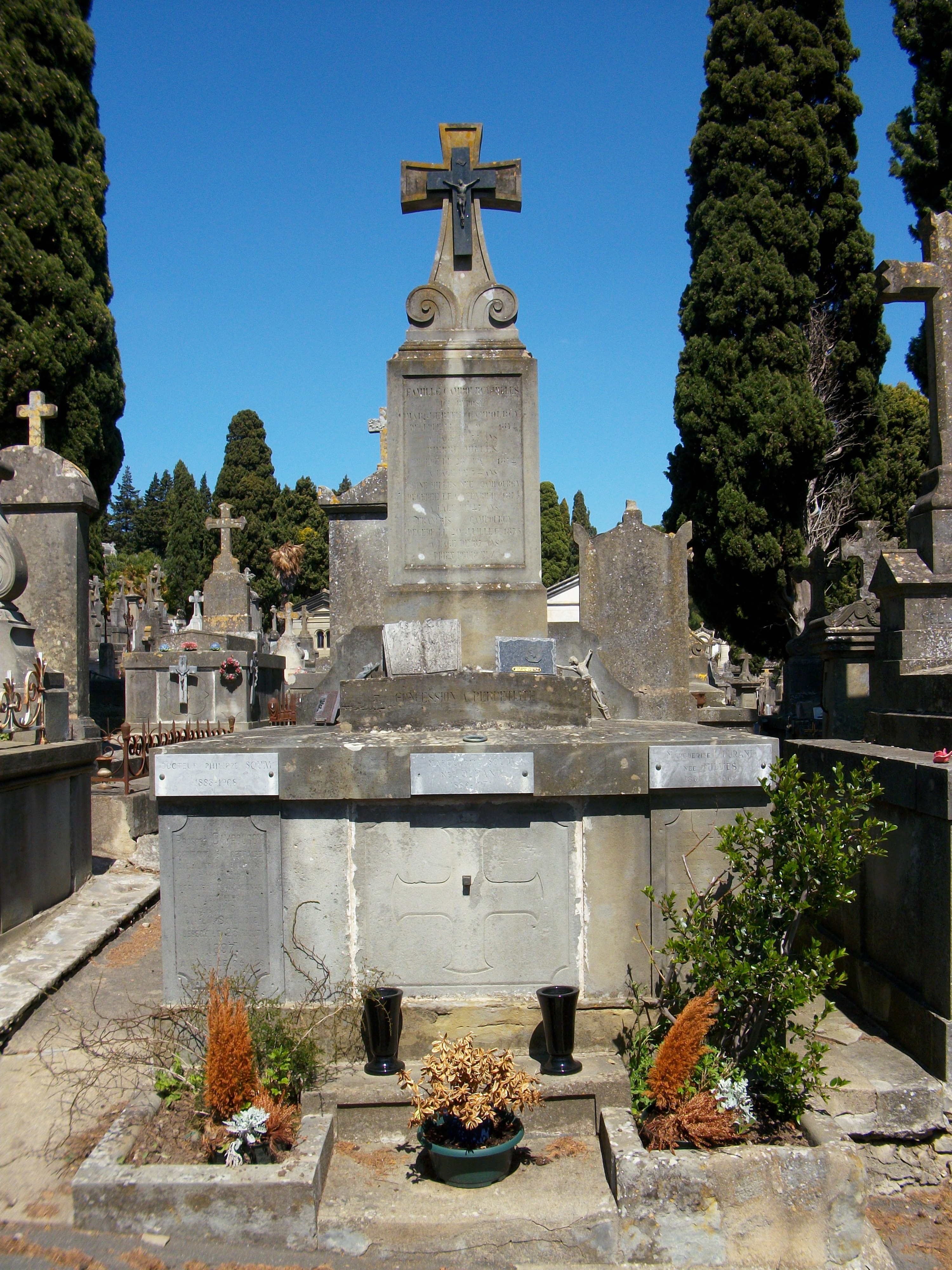
Tombe du maire, Philippe Soum.

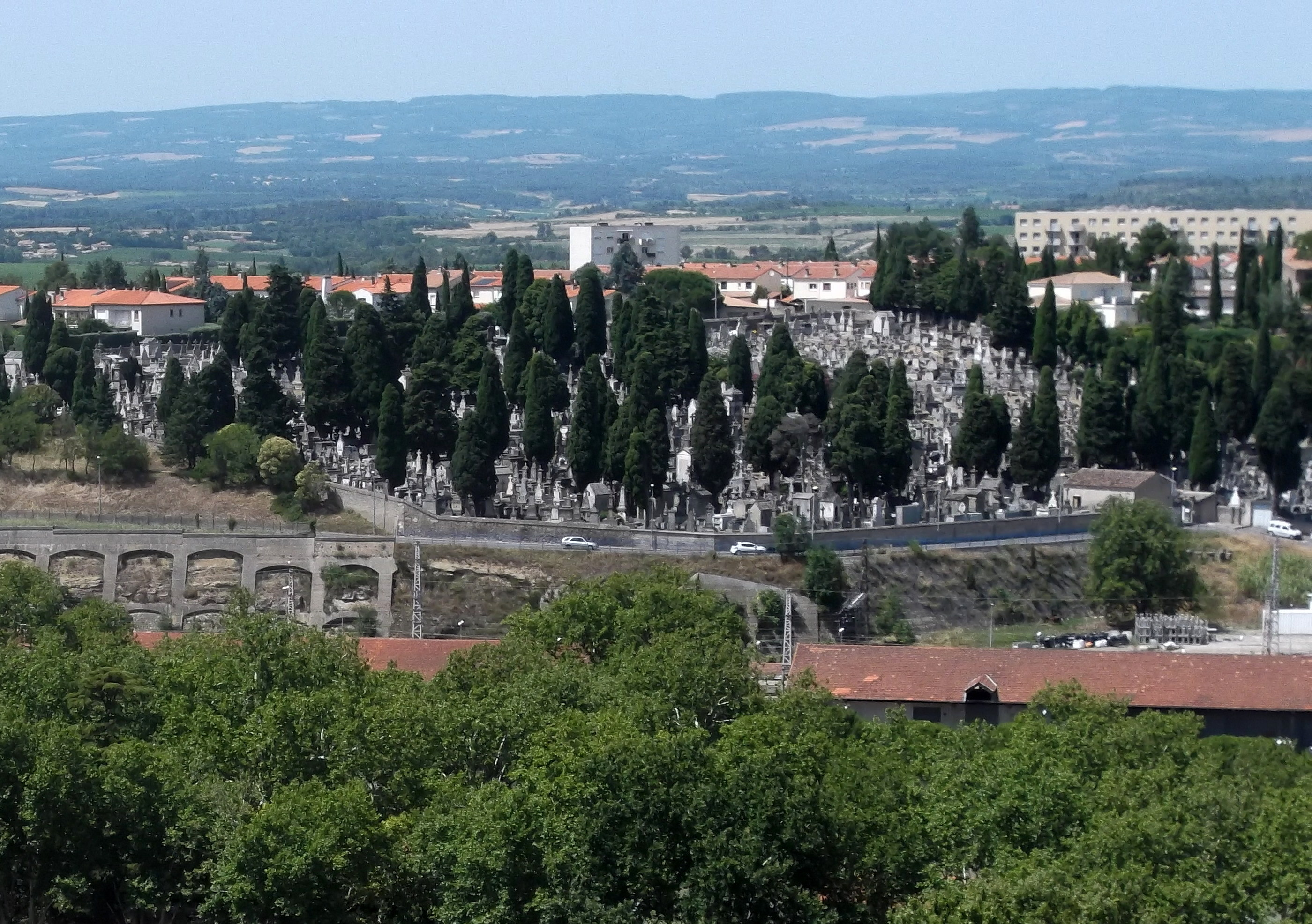
Le cimetière vu du toit de l'ancien « hôtel Terminus ».
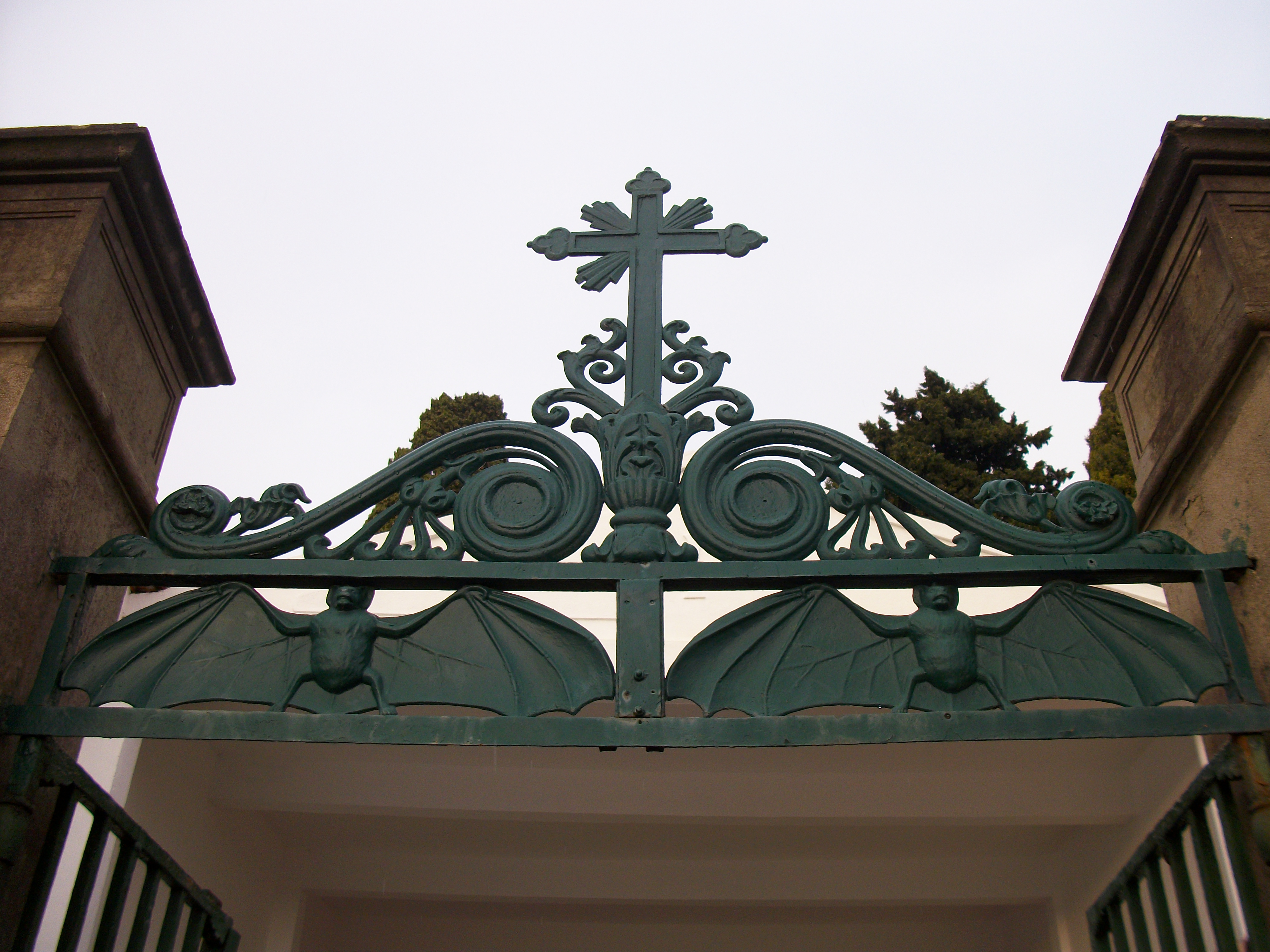
Frontispice de la grille de l'entrée principale du cimetière.
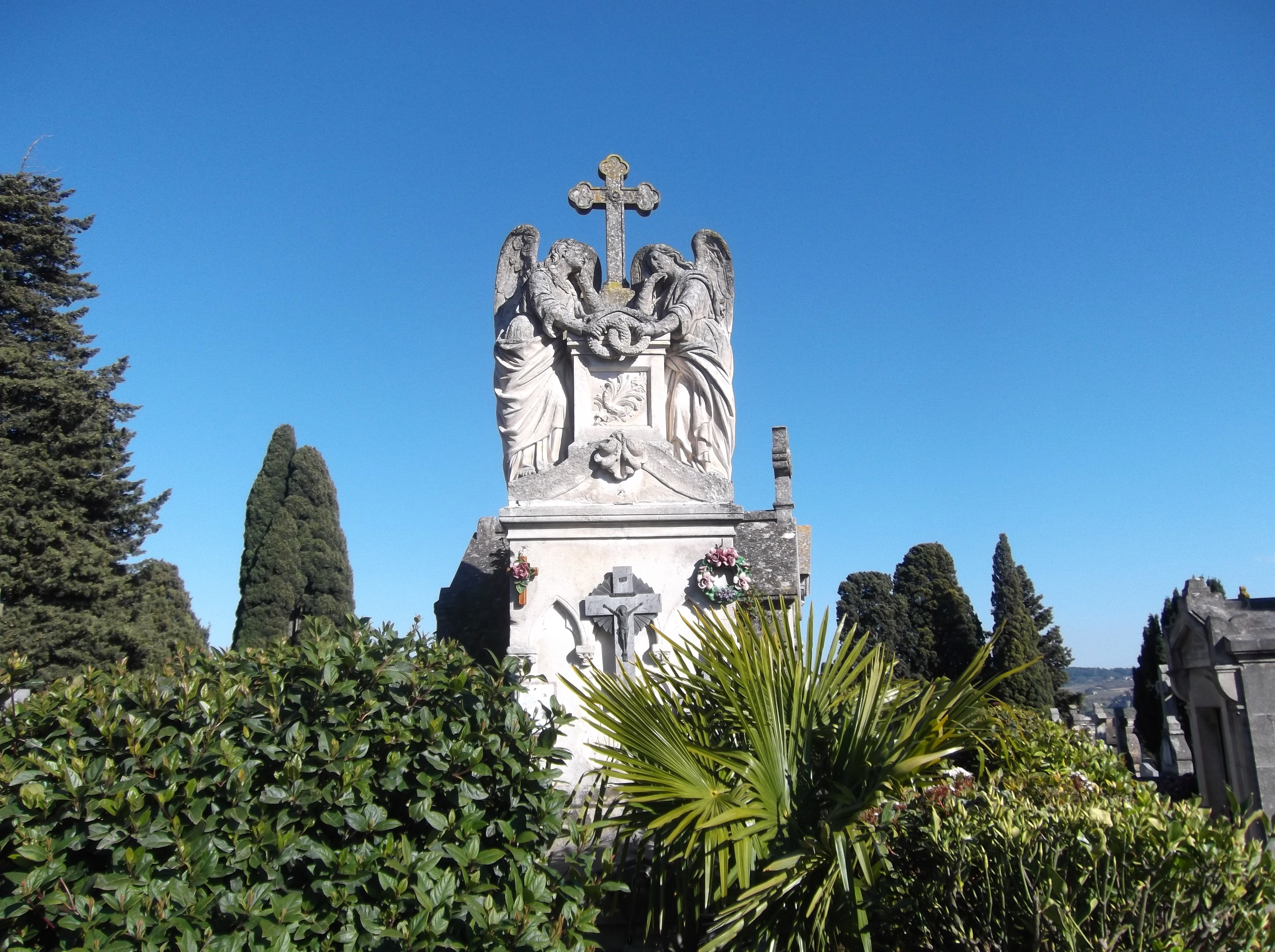
Statuaire du cimetière Saint-Vincent de Carcassonne.
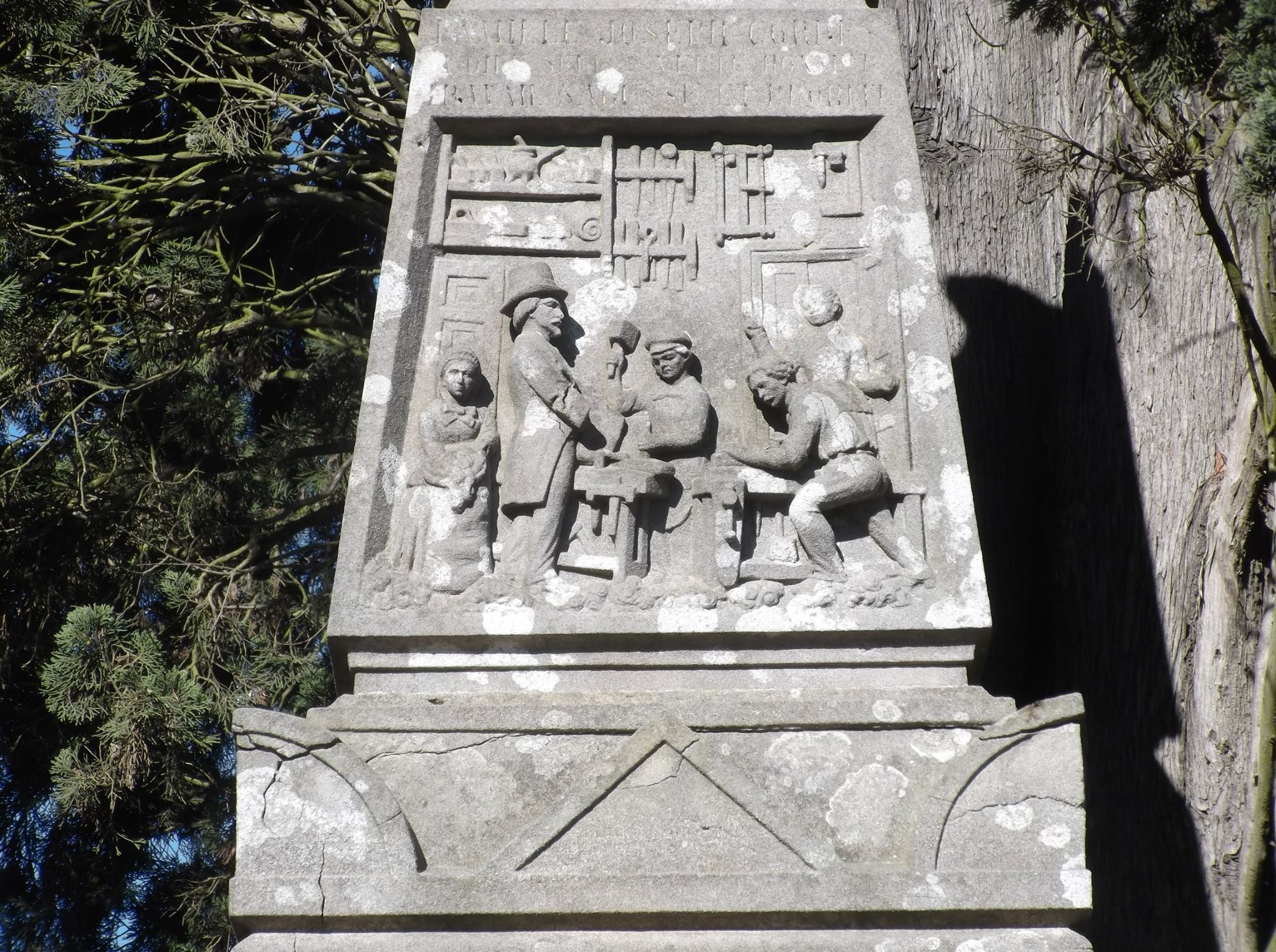
Tombe de la famille Plancade.
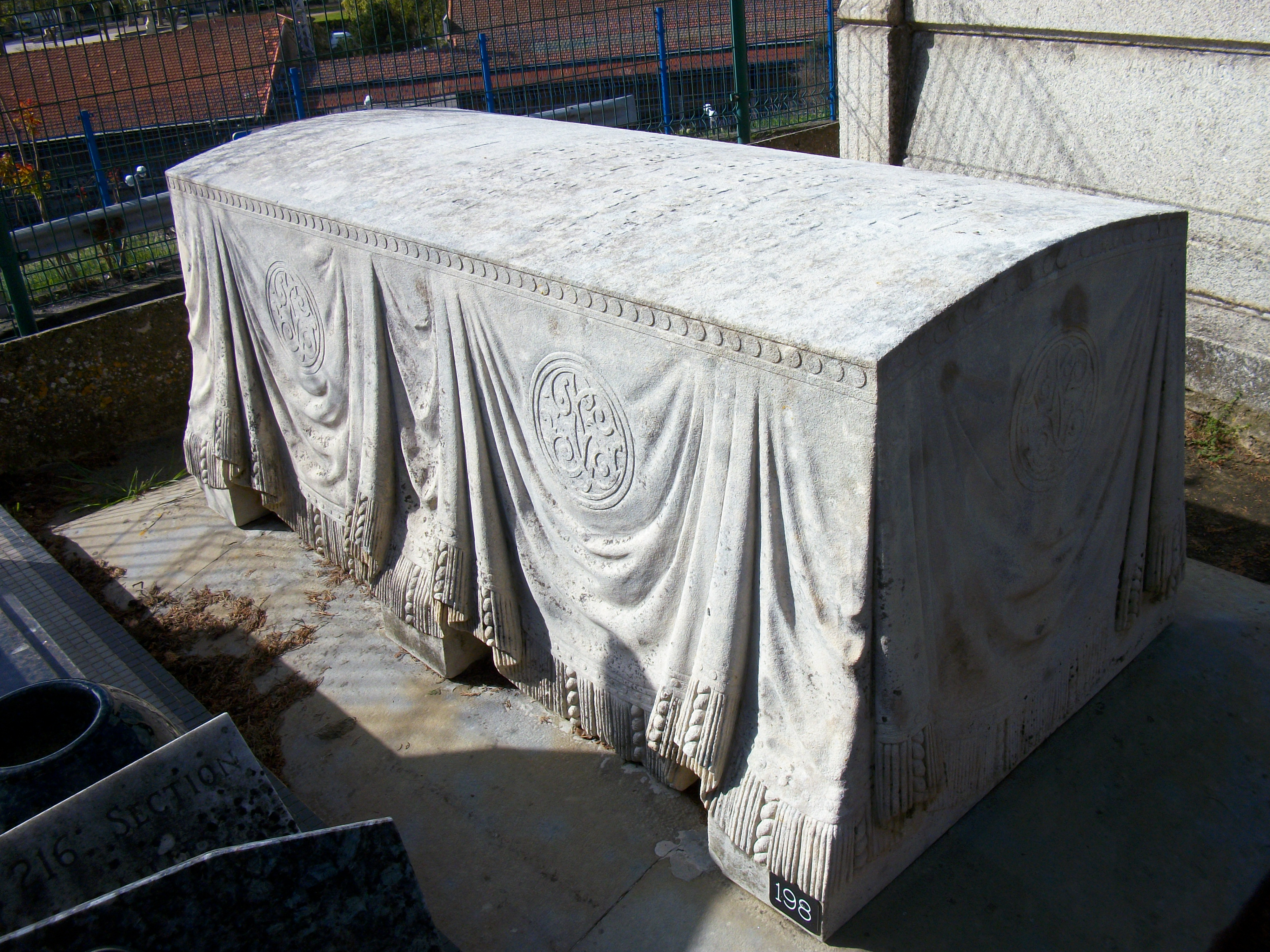
Tombe de Marie-Ambroisine-Eugènie Cabal (1794-1883), baronne Peyrusse.